# Johorea decorata
Espèce
Johorea decorata est une espèce d'araignées aranéomorphes de la famille des Linyphiidae.

## Distribution
Cette espèce est endémique de Singapour,. Elle se rencontre vers Seletar.

## Description
Le mâle holotype mesure 1,35 mm et la femelle paratype 1,05 mm.

## Systématique et taxinomie
Cette espèce a été décrite par Locket en 1982.

## Publication originale
- Locket, 1982 : « Some linyphiid spiders from western Malaysia. » Bulletin British Arachnological Society, vol. 5, no 8, p. 361-384.